# Mooreonuphis colosensis
Mooreonuphis colosensis är en ringmaskart som beskrevs av María Andrea Carrasco och Palma 2003. Mooreonuphis colosensis ingår i släktet Mooreonuphis och familjen Onuphidae. Inga underarter finns listade i Catalogue of Life.